# Orden beider Sizilien

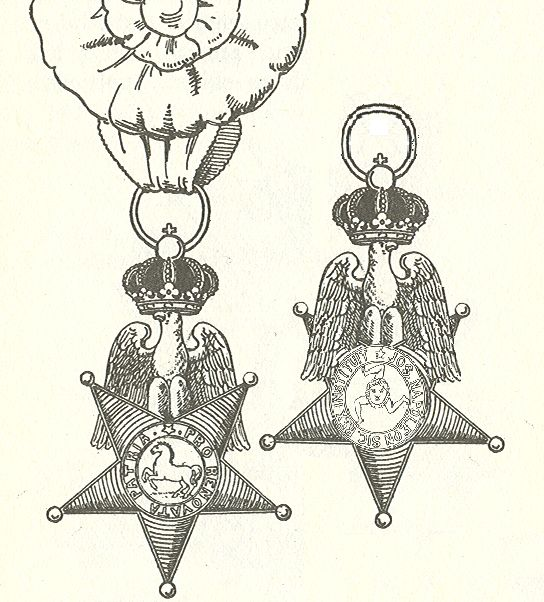
Ausführung von 1808

Der Orden beider Sizilien (Ordine delle due Sicilie) wurde am 24. Februar 1808 von Joseph Bonaparte, König von Neapel in drei Klassen gestiftet. Sinn der Stiftung war die Belohnung der bei der Regeneration des Staates sich bewährten Personen zu ehren.
Der König von Neapel war Großmeister. Zur Dotation wurden die Gütern der aufgehobenen Malteser- und Konstantinorden verwandt.
Der Orden wurde 1819 in den Orden von St. Georg der Wiedervereinigung überführt.

## Ordensklassen
- Würdenträger, beschränkt auf 50 Mitglieder
- Kommandeur, beschränkt auf 100 Mitglieder
- Ritter, beschränkt auf 500, seit Joachim Murat auf 600 Mitglieder

Personen aus adligen Häuser mit einer ehrenhalber verliehenen Dekoration wurden nicht zählbare Mitglieder im Orden.
Ein Dekret vom 28. Oktober des Stiftungsjahres legte die Aufnahme von Erzbischöfen und Bischöfen fest. Bei Treueschwur auf den König wurden sie als Kommandeur (Erzbischof) oder als Ritter (Bischof) aufgenommen.

## Ordensdekoration
Das Ordenszeichen war ein fünfstrahliger, goldgeränderter roter Stern, der von einem goldenen Adler mit Königskrone überragt war. Im Medaillon war auf der Vorderseite das Wappen Neapels mit dem springenden Pferd zu sehen. Umlaufend die Worte 
PRO RENOVATA PATRIA (Für das erneuerte Vaterland)
. Die Rückseite zeigte das Wappen Siziliens und umlaufend die Worte 
JOS. NAPOLEON SIC. REX INSTITUIT (gestiftet von Joseph Napoleon König von Sizilien)
.

## Ordensband und Trageweise
Das seidene Ordensband war hellblau. Es wurde von den Würdenträgern von der rechten Schulter zur linken Hüfte gelegt. Der zusätzliche Bruststern wurde auf der linken Seite der Brust getragen. Kommandeure trugen den Orden als Halsorden und die Ritter linksseitig im Knopfloch.